# محمد إبراهيمي
محمد إبراهيمي (1 نوفمبر 1984 بكازرون في إيران - ) هو لاعب كرة قدم إيراني في مركز الهجوم. شارك مع منتخب إيران لكرة القدم. أما مع النوادي، فقد لعب مع نادي تراكتور سازي ونادي غسترش فولاد وPayam Mokhaberat Shiraz F.C. ‏.